# Anton Spatny
Anton Spatny (* 7. Juli 1900 in Villach; † 5. Juni 1961 in Klagenfurt) war ein österreichischer Angestellter und Politiker.

## Leben
Spatny war der Sohn des Essigfabriksbesitzers und Braumeisters Anton Spatny (* 13. Mai 1868) und dessen Ehefrau Anna geb. Wascher (* 12. Dezember 1872; † 31. Juli 1934). Er war römisch-katholisch und konvertierte am 6. Februar 1934 zum evangelisch A.B. Glauben.
Spatny besuchte das Gymnasium in Villach und legte 1920 nach Kriegsdienst und Abwehrkampf die Matura ab. Er wurde Bankbeamter und 1925 Sekretär der Gewerbegenossenschaften in Villach. Daneben war er Mitglied des Villacher Männergesangsvereins. Im Ständestaat war er vom 19. November 1934 bis zum 11. März 1938 als Vertreter der Freien Berufe Mitglied im Ständischen Kärntner Landtag. Im Landtag war er Mitglied des Finanzausschusses.